# Chartreuse de Bosserville
La Chartreuse de Bosserville est une ancienne et importante chartreuse de style classique érigée au XVIIe siècle en Lorraine, sur une rive de la Meurthe, dans l'actuelle commune d'Art-sur-Meurthe (Meurthe-et-Moselle), au sud de Nancy.

## Histoire
En 1632, des chartreux venus de Rettel (actuelle Moselle) s'étaient vu confier le domaine de Sainte-Anne à Laxou, confisqué par le duc de Lorraine Charles IV après l'exécution (faisant suite à un procès inique) de son ancien propriétaire l'abbé Melchior de la Vallée pour sorcellerie. Mais ils obtinrent ensuite du duc un terrain plus retiré à Bosserville, et la Chartreuse fut fondée en 1666 pour permettre leur installation.
Cette nouvelle implantation, plus conforme aux idéaux de l'Ordre cartusien, leur a de plus permis de faire bâtir un grand ensemble homogène, presque un modèle de chartreuse. Charles-Henri de Lorraine-Vaudémont, souverain de Commercy, y fut inhumé en 1723.
L'ensemble fut nationalisé en 1798. Entre 1907 et 1936, la Chartreuse accueillit le grand séminaire de Nancy. Depuis 1962, elle héberge un lycée technique et professionnel, le lycée Saint-Michel de Bosserville.
La chartreuse (dénommée « abbaye » par les pouvoirs publics) est classée au titre des monuments historiques par arrêté du 27 octobre 1948 et l'ancienne église paroissiale (qui servait de dépôt depuis la Révolution) est classée par arrêté du 13 février 1997.
La Fondation Lotharingie, créée en 2014 par la métropole du Grand Nancy, la ville de Nancy et la ville d’Art-sur-Meurthe, a lancé une souscription pour la restauration de la toiture de quatre cellules de chartreux.

## Architecture

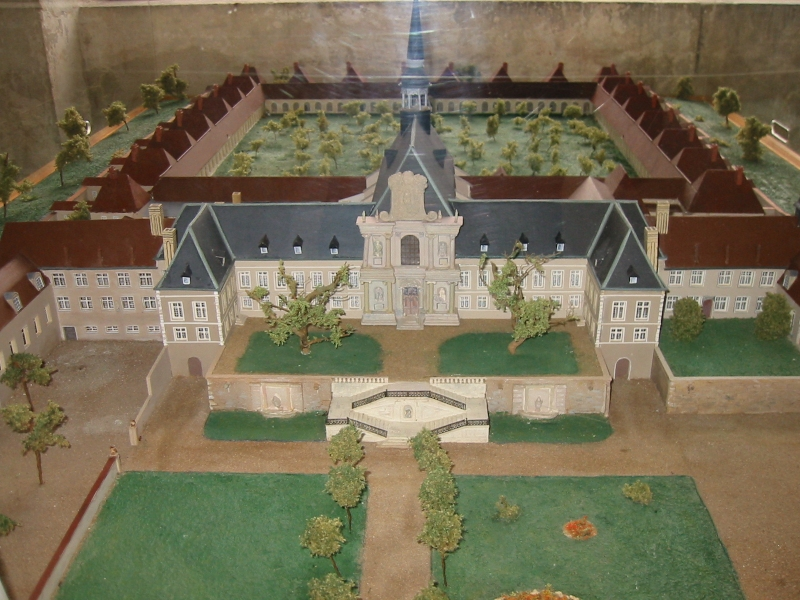
Maquette de la Chartreuse.

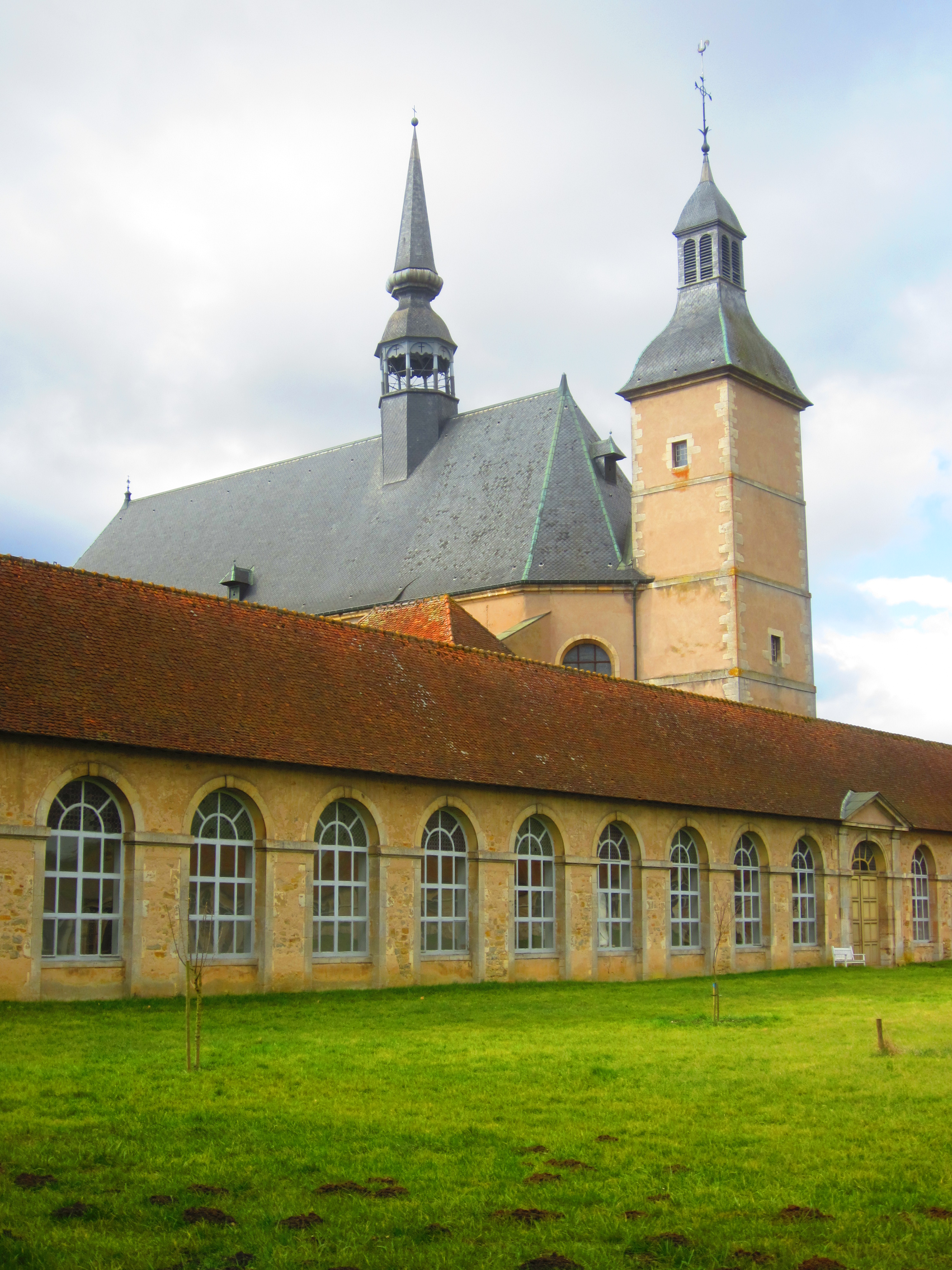
Chevet de l'abbatiale depuis le cloître.

L'ensemble a été édifié par l'architecte italien Giovanni Betto, qui est également le premier architecte de la cathédrale de Nancy.
La construction commença en 1666 tandis que la chapelle fut bâtie de 1685 à 1687 dans un style baroque.
La plupart des matériaux de construction sont issus du démantèlement des fortifications de Nancy sur ordre de Louis XIV, mais probablement aussi du château de Custines (traces de sculptures sous les marches de l'escalier monumental menant à l'église abbatiale).
L'ensemble est sans doute l'un des plus complets et l'un des plus classiques qui soient dans son plan et son exécution. Le bâtiment principal, triomphal mais sobre, fait face à la route et à la Meurthe, où les chartreux avaient des droits de pêche. L'abbatiale marque l'axe central ; son fronton porte une Vierge à l'Enfant en moyen-relief.
Les deux ailes latérales forment un léger retour, pour accentuer, avec une grande économie de moyens, un effet théâtral d'inspiration baroque.
Au-devant de l'allée menant à la Chartreuse, une chapelle fut édifiée de 1685 à 1687 pour servir d'église paroissiale aux habitants. Cette chapelle est décorée de peintures murales à la fin du XVIIe siècle et début du XVIIIe siècle attribuées au Peintre Joseph Gilles, dit le Provençal. Cette chapelle, classé MH depuis 1997 a été restaurée en 2010.
Masqué par cette façade, le petit cloître servant de cimetière occupe traditionnellement le flanc sud de la chapelle. Au-delà, le grand cloître forme un vaste carré planté en verger, autour duquel sont disposées les maisons (ou ermitages) des chartreux.
La totalité des bâtiments était occupée par le lycée, mais une cellule-témoin a été conservée dans son état initial ; elle est ouverte à la visite, comme tous les bâtiments de la chartreuse ainsi que l'ancienne chapelle paroissiale lors des Journées patrimoine en septembre. Le reste des bâtiments est visible lors des Portes ouvertes du lycée.